# Кливланд Хајтс (Охајо)
Кливланд Хајтс (енгл. Cleveland Heights) град је у америчкој савезној држави Охајо.

## Демографија
По попису из 2010. године број становника је 46.121, што је 3.837 (-7,7%) становника мање него 2000. године.
| Група             | 2000.          | 2010.          |
| Белци             | 25.840 (51,7%) | 22.536 (48,9%) |
| Афроамериканци    | 20.873 (41,8%) | 19.587 (42,5%) |
| Азијати           | 1.280 (2,6%)   | 1.900 (4,1%)   |
| Хиспаноамериканци | 791 (1,6%)     | 903 (2,0%)     |
| Укупно            | 49.958         | 46.121         |